# Maricarmen Reyes
Maricarmen Reyes Zárate (Fountain Valley, California, Estados Unidos; 23 de abril de 2000) es una futbolista mexicana nacida en los Estados Unidos. Juega de centrocampista y su equipo actual es el Tigres Femenil de la Liga BBVA MX Femenil. Es internacional absoluta por la selección de México desde 2021.

## Trayectoria
Reyes nació en Fountain Valley, California, y creció en Santa Ana, California. Sus padres son oriundos de Zamora, Michoacán.
En 2018 entró a la Universidad de California en Los Ángeles y juega soccer universitario por los UCLA Bruins.

## Selección nacional
A nivel juvenil, consiguió el segundo lugar en el Campeonato Femenino Sub-17 de la Concacaf de 2016 y el primer lugar del Campeonato Femenino Sub-20 de la Concacaf de 2018. Disputó tres encuentros en la Copa Mundial Femenina de Fútbol Sub-20 de 2018.
Debutó y anotó su primer gol con la selección de México el 21 de septiembre de 2021 en la victoria por 2-0 sobre Colombia en el Estadio Azteca.

## Clubes
| Club                         | País           | Año       |
| ---------------------------- | -------------- | --------- |
| Tigres Femenil (Universidad) | México         | 2022-2025 |
| UCLA Bruins (Universidad)    | Estados Unidos | 2018-2022 |
| LA Galaxy OC                 | Estados Unidos | 2019      |

## Palmarés

### Títulos internacionales
| Título                                    | Club                       | País              | Año  |
| ----------------------------------------- | -------------------------- | ----------------- | ---- |
| Campeonato Femenino Sub-20 de la Concacaf | Selección de México sub-20 | Trinidad y Tobago | 2018 |

## Vida personal
Su hermano Oscar también jugó soccer universitario por los UCLA Bruins.